# Schwerin Hauptbahnhof
Der Schweriner Hauptbahnhof befindet sich im Stadtteil Paulsstadt, nordwestlich des Stadtzentrums der mecklenburg-vorpommerschen Landeshauptstadt Schwerin. Der Bahnhof ist als Durchgangsbahnhof angelegt und besitzt vier Gleise an zwei Bahnsteigen sowie ein Durchfahrgleis westlich des vierten Gleises.
Der Bahnhof zählt etwa 138 Ankünfte und Abfahrten pro Tag. 2019 wurden etwa 9000 Reisende und Besucher pro Tag gezählt.

## Gebäude

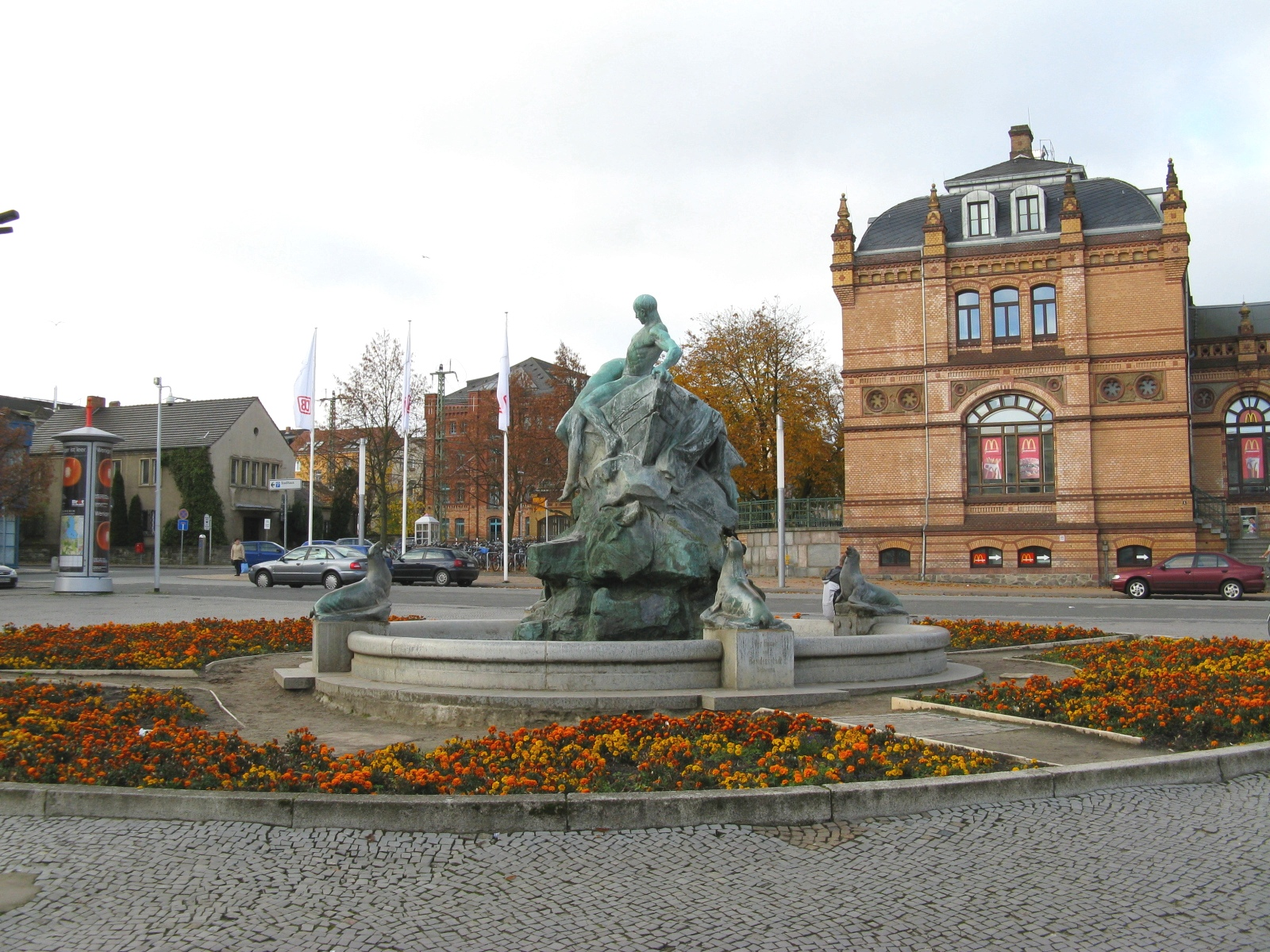
Brunnen auf dem Bahnhofsvorplatz

Das repräsentative Empfangsgebäude des Bahnhofs wurde in den Jahren 1889–1890 nach Entwürfen von Ernst Moeller in historistischer Architektur unter Verwendung heller Verblendziegel für die Fassade errichtet. Die Haupthalle ist durch niedrigere Zwischenglieder mit zwei Eckpavillons verbunden. Die Eingangshalle wurde 1927 tiefergelegt. In der Empfangshalle befinden sich neben einem Reisezentrum der Deutschen Bahn einige Geschäfte (Bäckereien usw.). Als Teil des Residenzensembles Schwerin ist das Bahnhofsgebäude seit 2024 eine UNESCO-Welterbestätte.
Ein Fußgängertunnel führt von der Empfangshalle zu den zwei Bahnsteigen mit den insgesamt vier Bahnsteiggleisen. Auf der gegenüberliegenden Bahnhofsseite besitzt der Tunnel zwei Treppenzugänge und einen Fahrstuhl, welche zur Straße Zum Bahnhof führen, von wo aus der Platz der Freiheit zu erreichen ist. Zuvor erfüllte eine separate Fußgängerunterführung diese Verbindungsfunktion. Diese war jedoch aufgrund fehlender Aufzüge nicht barrierefrei und wurde zugeschüttet.
Auf dem Bahnhofsvorplatz befindet sich der Zierbrunnen Rettung aus Seenot aus dem Jahr 1910 mit Bronzeplastiken von Hugo Berwald. Der Brunnen stand bis 1927 ursprünglich auf dem Schweriner Markt.

## Geschichte

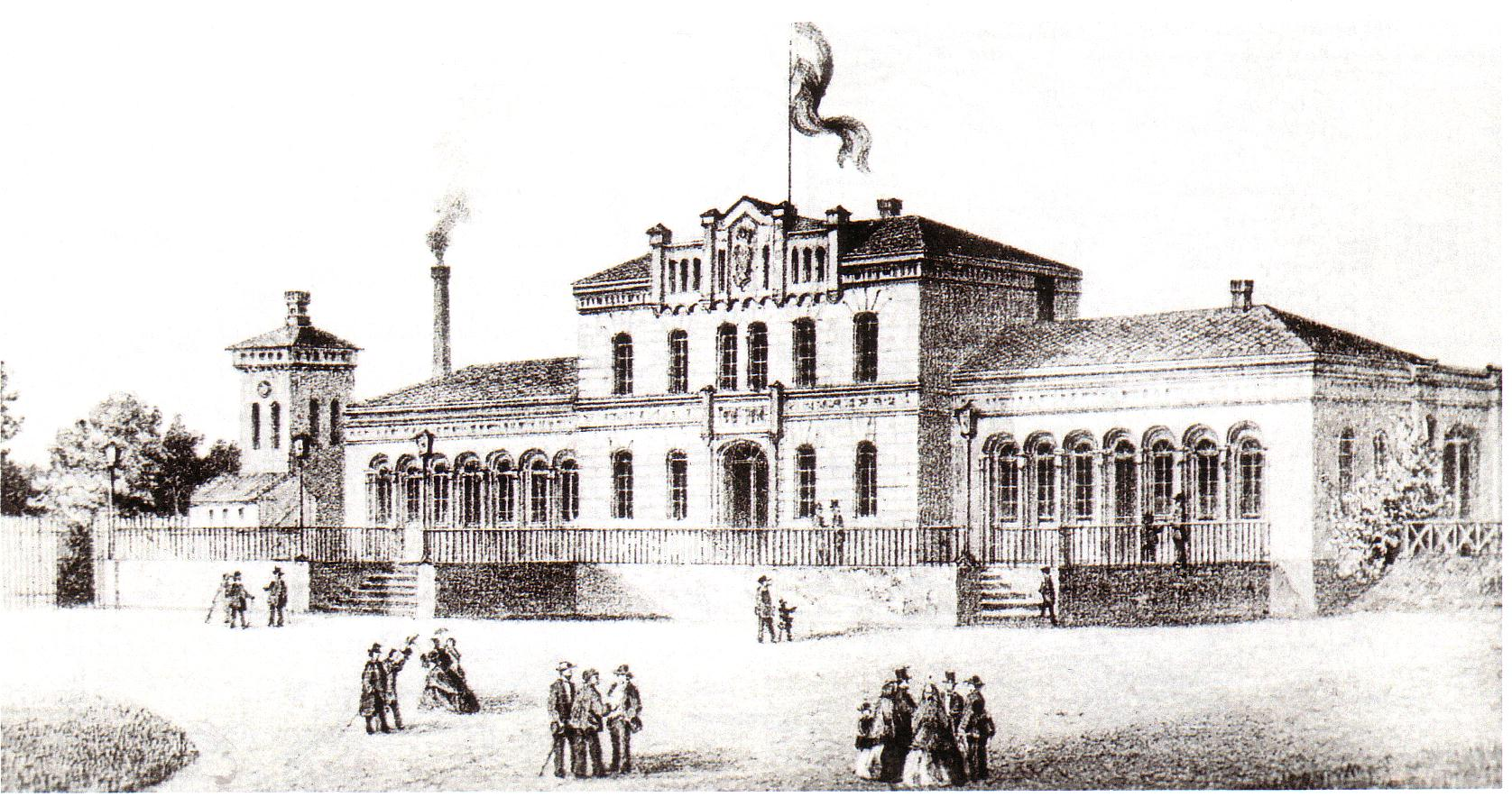
Erstes Bahnhofsgebäude aus dem Jahr 1847

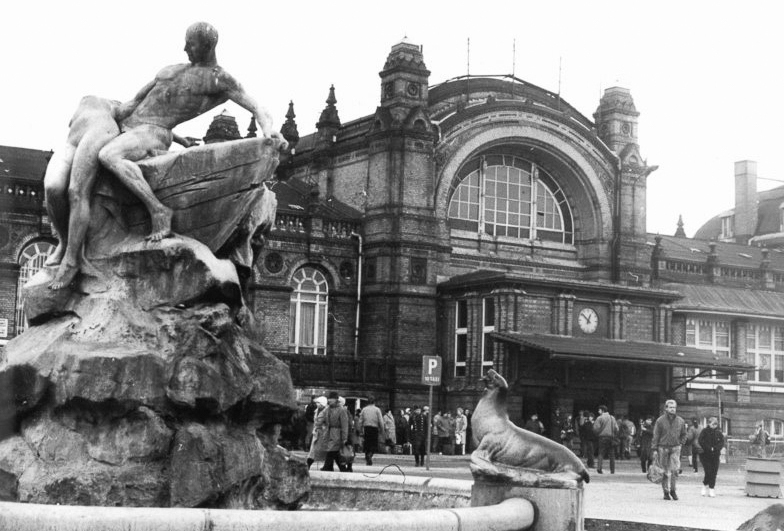
Das Empfangsgebäude zur DDR-Zeit (1988)

Schwerin erhielt seinen ersten Bahnanschluss im Jahr 1847 mit der Eisenbahnstrecke nach Hagenow. Es handelte sich dabei um die älteste Eisenbahn Mecklenburgs, die eine Verbindung zur Strecke Hamburg–Berlin herstellte. Die Linie nach Wismar wurde 1848, die nach Rostock über Bad Kleinen 1850 fertiggestellt. Im Jahr 1888 folgten Anbindungen nach Crivitz (1899 bis Parchim verlängert) und Ludwigslust, 1898 wurde die Strecke nach Rehna eröffnet.
Zwischen 1889 und 1890 wurde an Stelle des Vorgängerbaus aus dem Jahr 1847 das heutige Empfangsgebäude errichtet. Dieses Gebäude ist seither im Äußeren weitgehend unverändert erhalten. Von 1926 bis 1928 wurde der Personenbahnhof umgebaut und erweitert Die bisherigen Bahnsteiganlagen aus Hausbahnsteig und über die Gleise erreichbaren Zwischenbahnsteig wurde durch zwei Inselbahnsteige ersetzt, die über eine Unterführung mit dem Bahnhofsgebäude verbunden waren. Auch die Stellwerke wurden durch Neubauten ersetzt. Ebenfalls neugestaltet und erweitert wurde die Verbindung zum nördlich anschließenden Güterbahnhof mit der Brücke über den Obotritenring.
Der Name Grunthalplatz für den Bahnhofsvorplatz, beruht auf einem tragischen Ereignis. Hier wurde kurz vor Ende des Zweiten Weltkriegs Marianne Grunthal, die auf die Nachricht von Hitlers Tod eine erleichterte Äußerung tätigte, von SS-Wachmannschaften an einem Laternenmast gehenkt. An dem Mast wurde später eine Gedenktafel angebracht.
Ab November 1976 wurde die Bezirksstadt Schwerin zum Ausgangspunkt des Städteexpresses zur Hauptstadt der DDR (Bahnhof Berlin-Lichtenberg). Der Ex 131/136 Petermännchen war mit einer Reisegeschwindigkeit von 98 km/h der schnellste Zug seiner Art. 1986 wurde der Bahnhof an das elektrifizierte Streckennetz der Deutschen Reichsbahn angeschlossen.

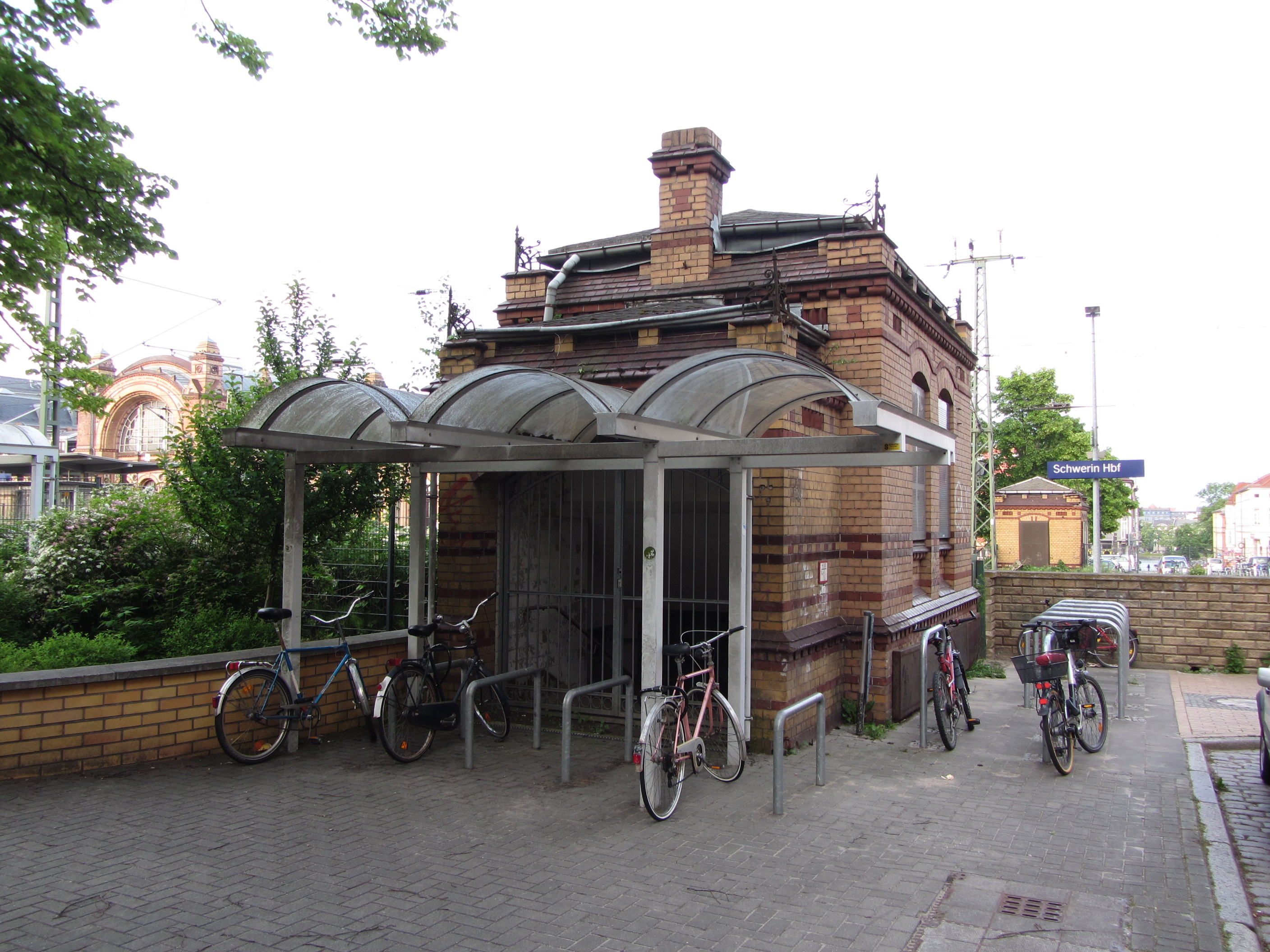
Portale des ehemaligen Fußgängertunnels

Nach dreieinhalbjähriger Modernisierung ist der Bahnhof im Dezember 2005 offiziell neu eröffnet worden. Die nach Angaben der Bahn rund 40 Millionen Euro teuren Maßnahmen, die Bestandteil des Verkehrsprojekts Deutsche Einheit Nr. 1 waren, umfassten die Erneuerung von vier Kilometer Gleisen, einer Brücke, Bahnsteigen mit Überdachungen und Modernisierungsarbeiten im Gebäude und in den Unterführungen, wobei Augenmerk auf den barrierefreien Zugang für Rollstuhlfahrer gelegt wurde. Seit 2005 führt der Tunnel zum Zugang zu den Gleisen bis zur rückwärtigen ehemaligen Reichsbahndirektion. Der benachbarte Fußgängertunnel wurde zeitgleich geschlossen. Ein neu errichtetes Elektronisches Stellwerk wird seither von der Betriebszentrale Berlin-Pankow aus gesteuert. Mit dem auf 370 Meter verlängerten Bahnsteig an Gleis 3 und 4 wurde die für Intercity- und Eurocity-Züge nötige Länge erreicht. Bis zum April 2006 entstanden in der Eingangshalle des Bahnhofs und im Tunnel noch Ladenflächen.
Parallel zu den Arbeiten sorgte die Stadt für eine Erneuerung von Teilen des Grunthalplatzes. Der Busbahnhof und die Straßenbahnhaltestelle vor dem Gebäude wurden baulich aufgewertet. Diese 1,2 Millionen Euro teuren Maßnahmen wurden mit 850.000 Euro gefördert. In Planung sind noch Arbeiten am Brunnenplatz und der Bahnhofszufahrt am IntercityHotel. Insbesondere zur Bundesgartenschau 2009 sollte der Bahnhof den Besuchern einen guten ersten Eindruck von der Stadt vermitteln.
Am 18. September 2008 kürte die Allianz pro Schiene den Schweriner Hauptbahnhof zum „Bahnhof des Jahres“ in der Kategorie „Städte unter 100.000 Einwohner“.

## Verkehrsanbindung
Der Schweriner Hauptbahnhof liegt  an den Kursbuchstrecken 100 (Hamburg–Rostock), 152 (Rehna–Parchim) und 202 (Wismar–Cottbus).
Dabei wird der Bahnhof sowohl von ICE- und Intercity-Zügen der DB Fernverkehr, als auch von Nahverkehrszügen von DB Regio Nordost und der Ostdeutschen Eisenbahn (ODEG) bedient.

### Fernverkehr
| Linie  | Linienverlauf | Takt                          | EVU            | Fahrzeugmaterial     |
| ------ | --- | ----------------------------- | -------------- | -------------------- |
| ICE 26 | (Ostseebad Binz – / Greifswald –) Stralsund – Rostock – Schwerin – Hamburg – Hannover – Frankfurt (Main) – Karlsruhe | Mindestens 4 Zugpaare pro Tag | DB Fernverkehr | ICE T                |
| ICE 39 | (Ostseebad Binz –) Stralsund – Rostock – Schwerin – Hamburg – Recklinghausen – Köln – Frankfurt (Main) – Nürnberg    | 1 Zug Sa/So                   | DB Fernverkehr | ICE 4                |
| ICE 43 | (Ostseebad Binz –) Stralsund – Rostock – Schwerin – Hamburg – Bremen – Osnabrück – Köln – Basel                      | 1 Zugpaar pro Tag             | DB Fernverkehr | ICE 4                |
| IC 57  | (Warnemünde –) Rostock – Schwerin – Stendal – Magdeburg – Halle (Saale) – Leipzig                                    | 2 Zugpaare pro Tag            | DB Fernverkehr | Baureihe 146.5 + IC2 |

Die ICE-Linien 26 und 43 bilden zusammen einen annähernden Zweistundentakt auf dem Abschnitt Rostock-Schwerin-Hamburg.

### Regionalverkehr
| Linie                    | Linienverlauf                                                                        | Takt (min)                          | EVU                   | Fahrzeugmaterial                          |
| ------------------------ | ------------------------------------------------------------------------------------ | ----------------------------------- | --------------------- | ----------------------------------------- |
| RE 1                     | Rostock – Bützow – Bad Kleinen – Schwerin – Hagenow Land – Büchen – Hamburg          | 120 (+ Verstärker Schwerin–Hamburg) | DB Regio Nordost      | Lok+Doppelstockwagen (Dosto07)            |
| RE 4                     | Schwerin – Bad Kleinen – Grevesmühlen – Lübeck                                       | Einzelne Fahrten                    | DB Regio Nordost      | Alstom Coradia LINT 41 (Baureihe 623)     |
| RE 8                     | Wismar – Bad Kleinen – Schwerin – Ludwigslust – Wittenberge – Berlin – Flughafen BER | 120                                 | Ostdeutsche Eisenbahn | Stadler KISS                              |
| RB 13                    | Rehna – Gadebusch – Schwerin – Crivitz – Parchim                                     | 60 (Mo–Fr) 120 (Sa–So)              | Ostdeutsche Eisenbahn | Stadler Regio-Shuttle RS 1 (Baureihe 650) |
| RB 17                    | Wismar – Bad Kleinen – Schwerin – Ludwigslust                                        | 120                                 | Ostdeutsche Eisenbahn | Siemens Desiro HC Stadler KISS            |
| RB 18                    | Bad Kleinen – Schwerin                                                               | 120                                 | Ostdeutsche Eisenbahn | Siemens Desiro HC Stadler KISS            |
| RB 28                    | Rostock – Bad Kleinen – Schwerin – Ludwigslust                                       | Ein Zugpaar (Mo–Fr)                 | DB Regio Nordost      | Bombardier Talent 2                       |
| Stand: 15. Dezember 2024 |                                                                                      |                                     |                       |                                           |

Die Linien RE 1, RE 8, RB 17 und RB 18 verkehren im Zweistundentakt. Auf dem RE 1 gibt es einzelne Verstärkerzüge in Richtung Hamburg. Die Linien RE 8 und RB 17 überlagern sich zwischen Wismar und Ludwigslust zu einem annähernden Stundentakt. Die Linie RB 18 verkehrt immer eine Stunde versetzt zum RE 1, damit eine stündliche Verbindung nach Bad Kleinen mit Anschluss an die Züge der Linie RE 4 in Richtung Lübeck und Stettin besteht. Die RB 13 verkehrt zwischen Rehna und Parchim zumeist im Stundentakt (Ausnahmen bilden Wochenenden und Feiertage).

## Anbindung an Bus und Straßenbahn

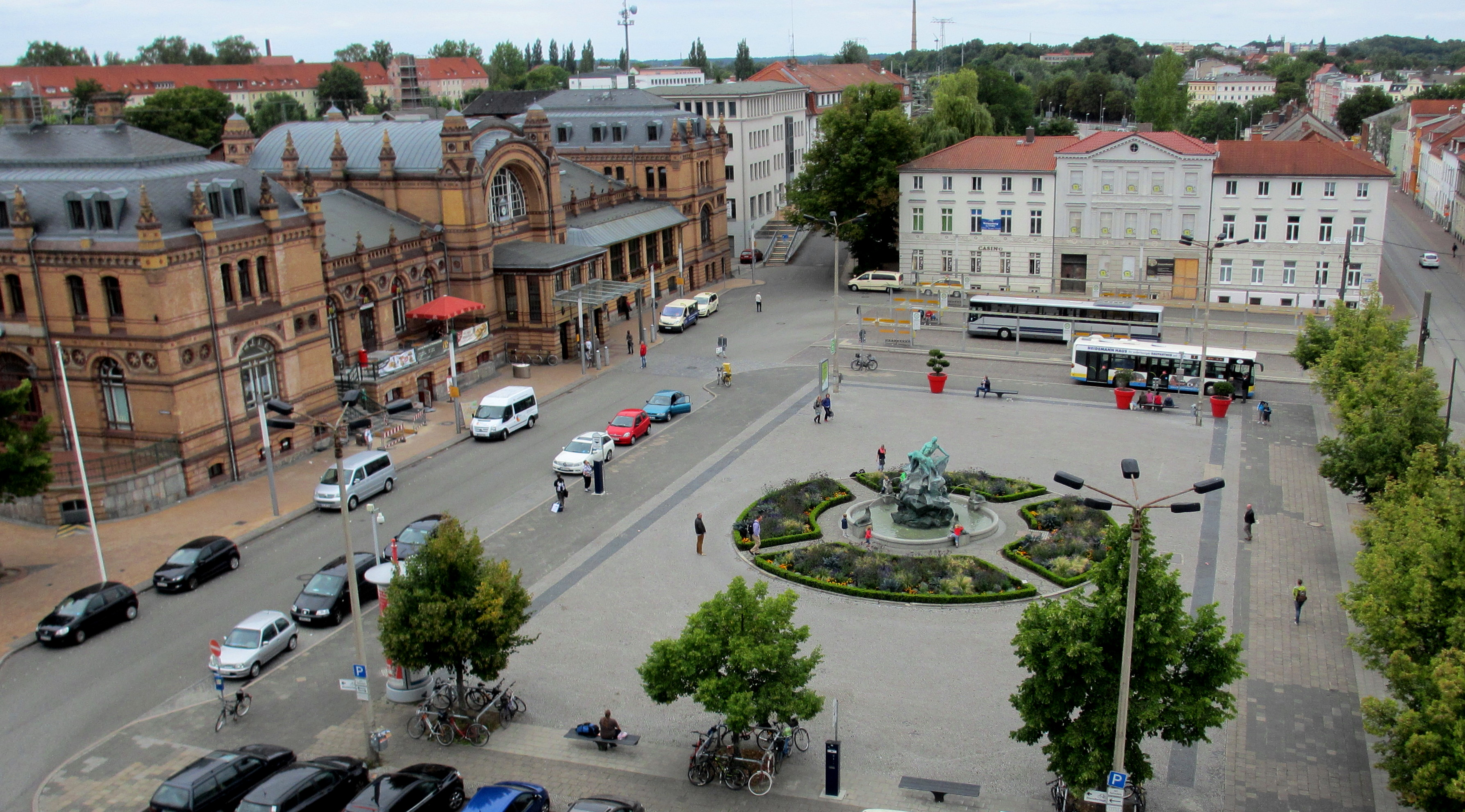
Der Bahnhofsvorplatz trägt den Namen Grunthalplatz

Auf dem Grunthalplatz auf der Ostseite des Bahnhofs besteht über die Straßenbahn- und Bushaltestelle Hauptbahnhof Anschluss an den innerstädtischen Nahverkehr. Neben den Straßenbahnlinien 1 und 4 den Buslinien 5, 7, 8, 10, 11 und 19 der Nahverkehr Schwerin GmbH halten an den Bussteigen auch Linien mit Umlandanbindung sowie Fernbuslinien (u. a. nach Berlin und Hamburg). Ihr Betrieb wird unter anderem durch Flixbus, sowie die NAHBUS Nordwestmecklenburg GmbH und die Verkehrsgesellschaft Ludwigslust-Parchim mbH (VLP) durchgeführt. Auf dem Platz gibt es ebenfalls einen Taxistand.
Über einen kurzen Fußweg besteht eine Anbindung zum westlich gelegenen Platz der Freiheit, wo die Straßenbahnlinie 2 sowie die Buslinien 10, 11, 12, 14 halten.

## Ehemaliger Güterbahnhof

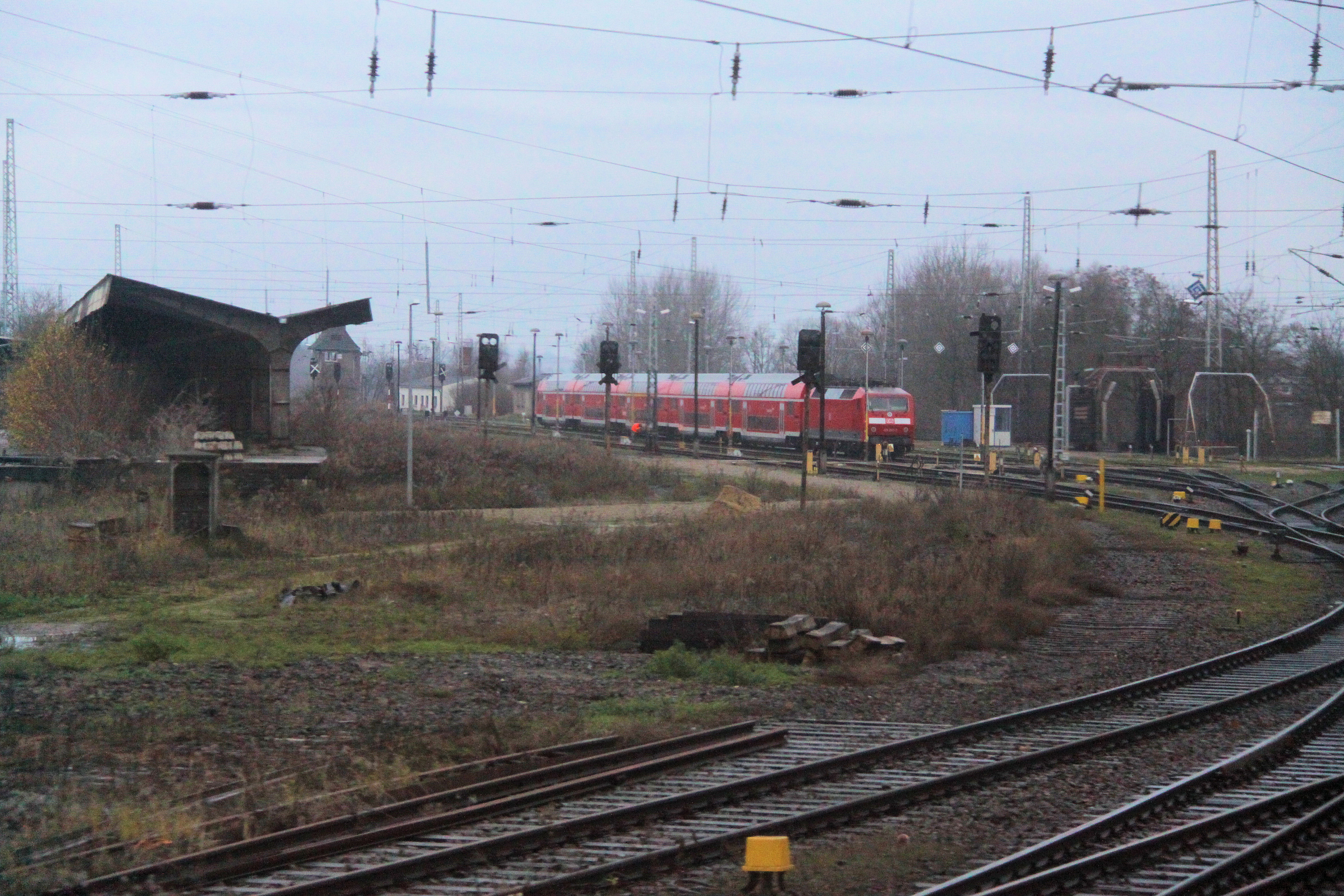
Der aufgegebene Güterbahnhof, links die Stückgutverladung

Der ehemals mindestens seit dem Jahre 1857 eigenständige Güterbahnhof Schwerin nordwestlich des Hauptbahnhofs mit eigenem Stellwerk, eigener Stückgutverladung und mehreren Güterschuppen wurde zwischenzeitlich zu einem Bahnhofsteil des Hauptbahnhofes abgestuft und inzwischen gänzlich aufgegeben. Einige Gleise werden heute noch als Bahnhofsgleise zum Abstellen von Personenzügen verwendet. Dies betrifft Doppelstock-Wendezüge des Hanse-Express (RE 1) sowie Dieseltriebwagen der Baureihe 648.
Zur Nachnutzung des stillgelegten Geländes wurde ein städtebaulicher Wettbewerb ausgelobt. Vorgesehen ist die Bebauung mit Ein- und Zweifamilienhäusern sowie Reihenhäusern. Die Güterabfertigungsanlage und das Stellwerk sollen erhalten bleiben und neu genutzt werden.

## Bahnbetriebswerk Schwerin

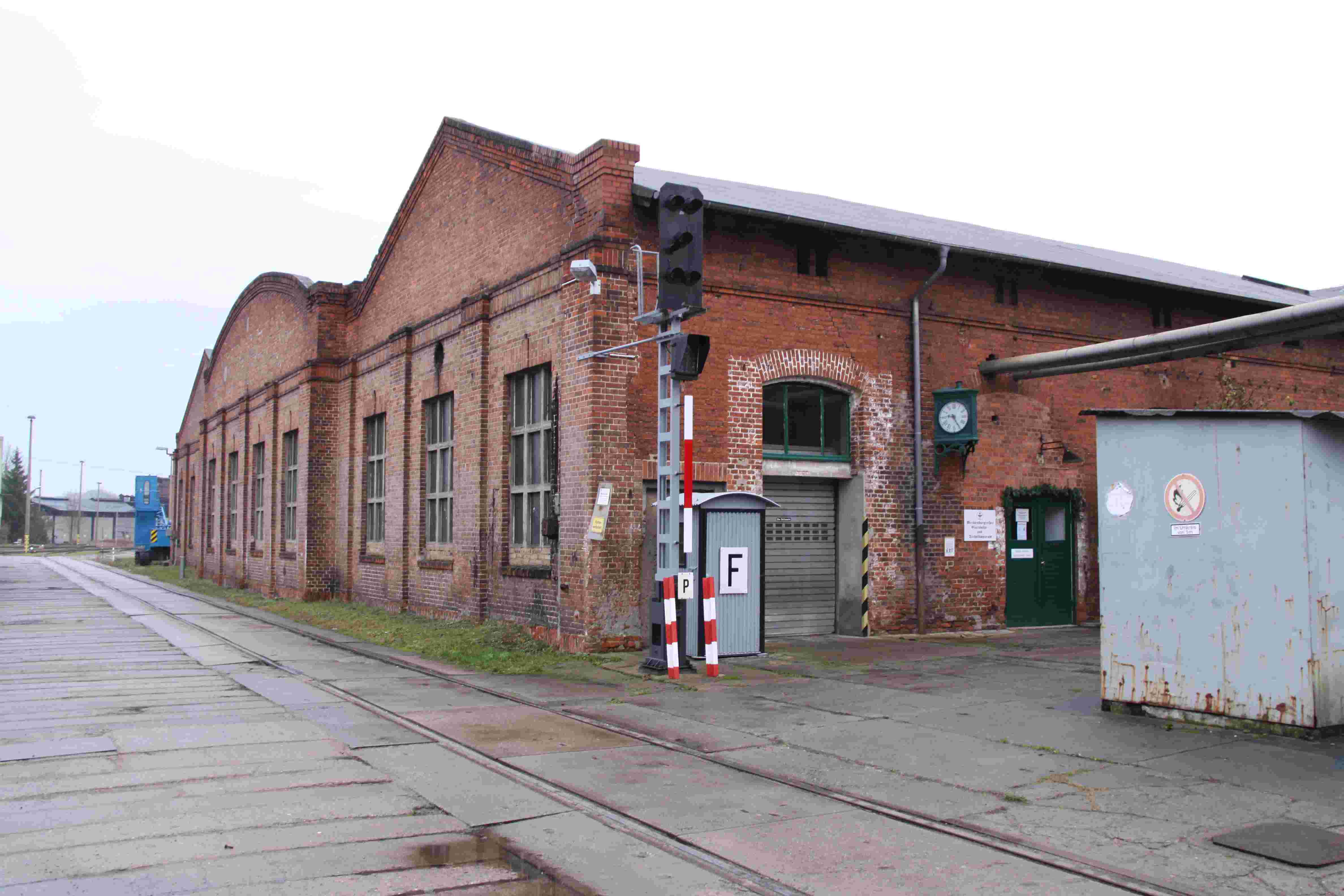
Werkstatt des ehemaligen Bw Schwerin

Im ehemaligen Betriebswerk (Bw Schwerin), das in nordwestlicher Richtung direkt an den Hauptbahnhof grenzt, ist heute das Mecklenburgische Eisenbahn- und Technikmuseum mit einer umfangreichen Sammlung an Museumsfahrzeugen (Dampf- und Diesellokomotiven, Personen- und Güterwagen, Schmalspurbahnwagen) untergebracht. Der Ringlokschuppen mit Drehscheibe ist noch vorhanden, aber sanierungsbedürftig.